# Colin Slade
Colin Richard Slade (nacido en Christchurch el 10 de octubre de 1987) es un jugador de rugby neozelandés que jugó para la selección de rugby de Nueva Zelanda y actualmente para el club Section Paloise en el Top 14 francés.
Juega principalmente como apertura, pero otras veces asume posiciones diferentes en la línea trasera. Fue seleccionado por primera vez para el equipo de los All Blacks en 2009.

## Carrera

### Clubes
La impresionante actuación de Slade con Canterbury en la Air New Zealand Cup de 2008 llamó la atención del entrenador de los Crusaders Todd Blackadder quien incluyó a Slade en el equipo para la temporada de Super 14 2009. Jugando principalmente como ala, resultó ser un titular con regularidad, once veces, así como suplente en la semifinal contra los Bulls.
Para la temporada Super 14 2010, Slade cambió a la posición de zaguero, como había sido en la previa Air New Zealand Cup. Su temporada destacó por una actuación de 21 puntos contra los Lions el 20 de marzo y su primer ensayo en el Super Rugby contra los Stormers el 20 de abril.
Marchó a jugar con los Highlanders para la temporada de Super Rugby 2011. Sin embargo, su temporada quedó oscurecida por la lesión, empezando con una mandíbula partida en la pretemporada que le impidió jugar los primeros cinco partidos de la competición. Después de dos actuaciones sólidas en victorias de los Highlander, sufrió una segunda mandíbula rota en el tercer partido posterior a su vuelta, lo que le impidió jugar el rsto de la temporada. Su temporada 2012 también fue breve debido a una piernarota en marzo.
Slade sufrió una herida al final de la temporada en marzo de 2012, cuando se rompió el tobillo jugando para el equipo de los Highlanders.
El 14 de abril de 2015, se anunció que Slade había firmado un contrato de dos años con el equipo francés del Pro D2 Pau cuando el equipo fue promocionado al Top 14.

### Internacional
Jugó en las categorías sub-19 y sub-21. Fue seleccionado para los Junior All Blacks para la Pacific Nations Cup de 2009 donde jugó principalmente como zaguero, logrando 30 puntos incluyendo un ensayo contra Japón. 
Debutó con los All Blacks el 11 de septiembre de 2010, en un partido contra Australia en Sídney. En 2011 jugó en el partido inicial de Nueva Zelanda en el torneo de las Tres Naciones contra Sudáfrica y logró el sexto ensayo sudafricano del partido, que acabó con victoria neozelandesa 40–7. 
Fue seleccionado para la Copa Mundial de Rugby de 2011 y salió como suplente en el partido inaugural donde logró una conversión después del ensayo de Ma'a Nonu. Después de que se lesionase Dan Carter y tuviera que abandonar el torneo, se anunció que Slade se convertiría en el apertura titular del equipo para el resto de la copa mundial. Sin embargo se lesionó durante el partido contra Argentina y quedó fuera del resto del torneo.
Durante el partido de 2014 contra los Springboks en Ellis Park Slade jugó en una posición que le resultaba poco familiar, medio debido a la lesión de Tawera Kerr-Barlow.
Seleccionado por su país para la Copa Mundial de Rugby de 2015, en el partido contra Namibia, que terminó con victoria neozelandesa 58-14, Slade salió como titular y logró la transformación del ensayo de Julian Savea en el minuto 47, y luego salió del equipo en el minuto 51, reemplazado por Benjamin Robert Smith.

### Palmarés y distinciones notables
- Super Rugby: 2015
- Rugby Championship: 2010, 2012, 2013 y 2014
- Copa del Mundo de Rugby de 2011 y 2015
- Seleccionado para jugar con los Barbarians en 2013